# QGIS
QGIS (cunoscut anterior sub denumirea de Quantum GIS) este o aplicație pentru sistemele informaționale geografice (GIS) de tip desktop open-source care acceptă vizualizarea, editarea și analiza datelor geospatiale.

## Funcționalitate
QGIS funcționează ca software pentru sistemul de informații geografice (GIS), permițând utilizatorilor să analizeze și să editeze informații spațiale, pe lângă compunerea și exportul de hărților. QGIS consuma atât date raster, cât și vector. Datele vectoriale sunt stocate fie ca caracteristici punct, linie sau poligon. Mai multe imagini raster sunt acceptate, iar cu ajutorul software-ului se pot efectua georeferentierea hărților. 
QGIS suporta shapefiles, baze de date personale spatiale, dxf, MapInfo, baza de date PostGIS și alte formate. Serviciile Web, inclusiv serviciul WMF și WFS, sunt de asemenea acceptate pentru a permite utilizarea datelor din surse externe. 
QGIS se integrează cu alte pachete GIS open-source, inclusiv PostGIS, GRASS GIS și MapServer. Pluginurile scrise în Python sau C ++ extind funcțiile QGIS. Pluginele pot geocoda folosinduse API-ul de geocodare Google, pot efectua funcții de geoprocesare similare cu instrumentele standard găsite în ArcGIS și pot interfața cu bazele de date PostgreSQL/PostGIS, SpatiaLite și MySQL . 

## Dezvoltare
Gary Sherman a început dezvoltarea Quantum GIS la începutul anului 2002 și a devenit un proiect de incubator al Fundației Geospatiale Open Source în 2007.  Versiunea 1.0 a fost lansată în ianuarie 2009. 
Scris în C ++, QGIS folosește pe scară largă biblioteca Qt. În plus față de Qt, dependențele necesare de QGIS includ GEOS și SQLite. GDAL, GRASS GIS, PostGIS și PostgreSQL sunt, de asemenea, recomandate, deoarece oferă acces la formate de date suplimentare. 

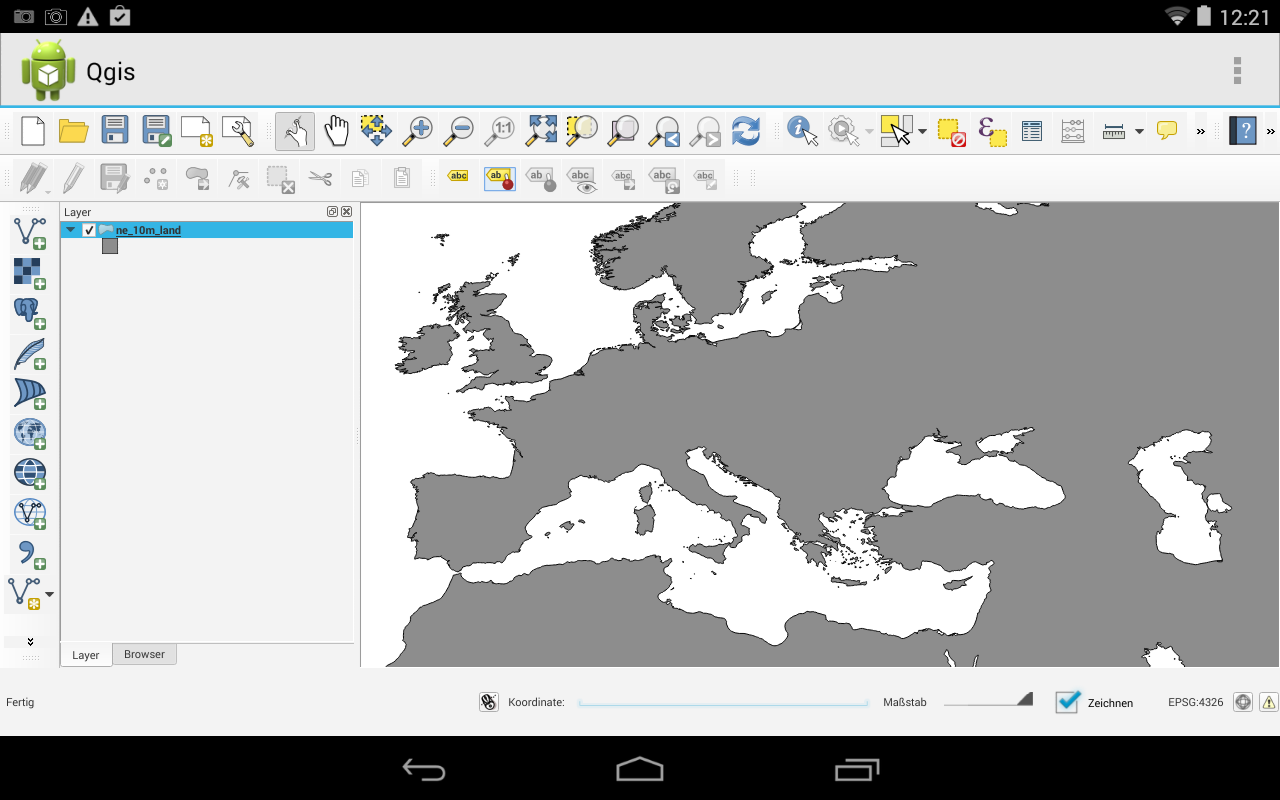
O captură de ecran de la QGIS-Android în 2014.

Din 2017, QGIS este disponibil pentru diferite sisteme de operare, inclusiv Mac OS X, Linux, Unix și Microsoft Windows. O versiune mobilă a QGIS era în curs de dezvoltare pentru Android La data de 2014   . 
QGIS poate fi, de asemenea, utilizat ca o interfață grafică pentru GRASS. QGIS are o mică amprentă de instalare pe sistemul de fișiere gazdă în comparație cu GIS-urile comerciale și necesită, în general, mai puțină memorie RAM și putere de procesare; prin urmare, poate fi folosit pe hardware mai vechi sau rulând simultan cu alte aplicații unde puterea procesorului poate fi limitată.     
QGIS este întreținut de dezvoltatorii voluntari care eliberează periodic actualizări și remedieri de erori. La data de 2012, dezvoltatorii au tradus QGIS în 48 de limbi, iar aplicația este utilizată la nivel internațional în medii academice și profesionale. Mai multe companii oferă asistență și servicii de dezvoltare a funcțiilor.

## Funcție

### Straturi (Layere)
QGIS poate afișa mai multe straturi care conțin surse diferite sau ilustrații de surse. 

### Pregătirea hărților

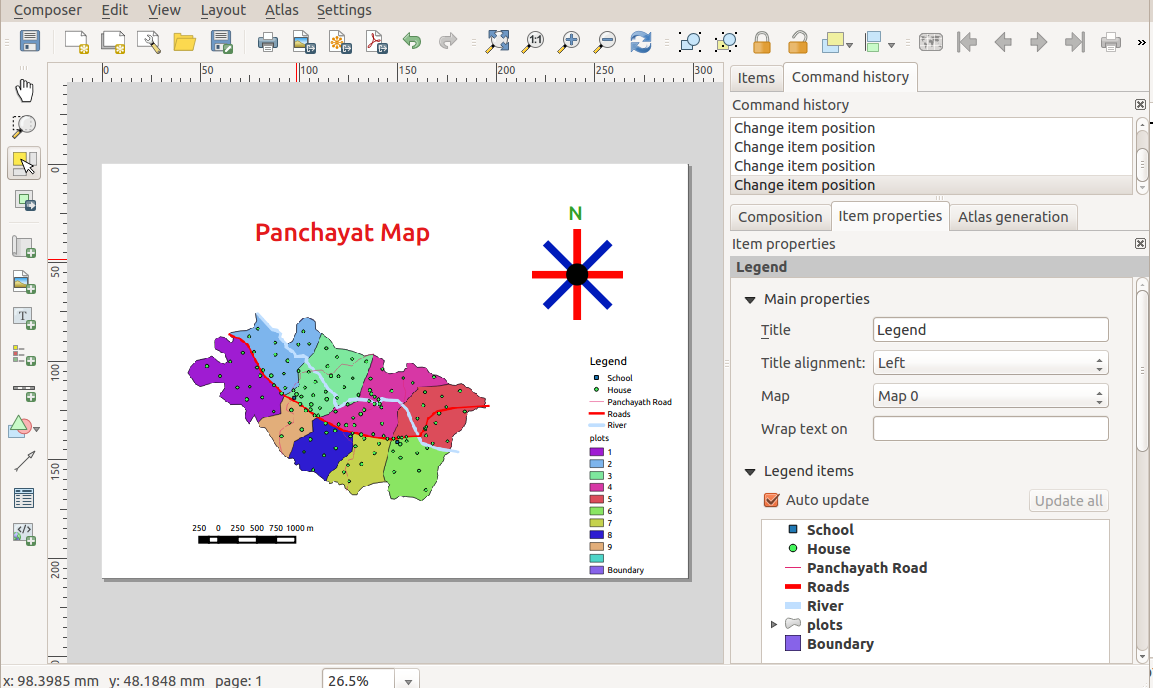
Captura de ecran a Print Composer

Pentru a pregăti tipărirea hărților cu QGIS, se utilizează Print Layout. Poate fi folosit pentru adăugarea mai multor vizualizări de hartă, etichete, legende etc. 

## Licența
Fiind o aplicație software gratuită sub GNU GPLv2, QGIS poate fi modificat liber pentru a efectua diferite sau mai multe sarcini specializate. Două exemple sunt aplicațiile Browser QGIS și QGIS Server, care utilizează același cod pentru accesul și redarea datelor, dar prezintă interfețe front-end diferite.     

## Adopție
Multe organizații publice și private au adoptat QGIS, inclusiv Agenția Națională de Securitate a SUA. , statul austriac Vorarlberg și cantoanele elvețiene din Glarus și Solothurn. 

## Instruire
Multe oportunități de instruire QGIS sunt disponibile, inclusiv canale YouTube dedicate,   tutoriale online,  și manuale 